# روبرت ستيوارت ناثان
روبرت ستيوارت ناثان (بالإنجليزية: Robert Stuart Nathan)‏ (13 أغسطس 1948، جونستاون في الولايات المتحدة)؛ كاتب سيناريو، منتج أفلام وروائي أمريكي.

## روابط خارجية
- روبرت ستيوارت ناثان على موقع IMDb (الإنجليزية)
- روبرت ستيوارت ناثان على موقع قاعدة بيانات الفيلم (الإنجليزية)